# Dave Asprey

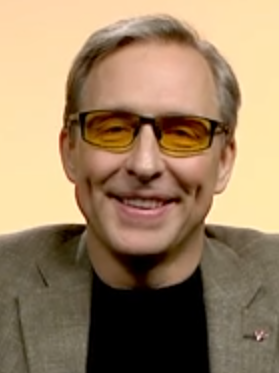
Dave Asprey (2018)

Dave Asprey (* 30. Oktober 1973 in Albuquerque) ist ein US-amerikanischer Unternehmer und Autor. Er gründete Bulletproof 360, Inc. im Jahr 2013, und 2014 Bulletproof Nutrition Inc. Das Männer- und Lifestylemagazin Men’s Health beschrieb Asprey als „Lifestyle–Guru“.
Asprey ist ein „Biohacker“, Schöpfer des Bulletproof Kaffee und der Bulletproof Diät sowie Autor des Buches, das diese Diät beschreibt.
Asprey ist zudem dafür bekannt, schon früh – im Jahr 1994 – das Internet für Handel und Verkauf seiner T-Shirts mit dem Coffein-Molekül über die Newsgroup alt.drugs.caffeine zu nutzen. Zuvor hatte Asprey leitende Positionen in Technologieunternehmen inne, wie Trend Micro, Blue Coat Systems und Citrix Systems.

## Werdegang
Asprey machte seinen Bachelor in Computerinformationssystemen an der California State University und später seinen MBA an der Wharton School der Universität von Pennsylvania.
Nach seinem College-Abschluss arbeitete Asprey in der IT-Branche für Unternehmen wie Bradshaw und 3Com. Er leitete auch das Internet- und Web-Engineering-Programm an der Universität von Kalifornien, Santa Cruz, wo Asprey an einer frühen Instanz des Cloud Computing tätig war. Später war er bei Exodus Communications Direktor für strategische Planung, dort war er Mitbegründer der Professional Services Group des Unternehmens.
Asprey war Direktor für Produktmanagement bei NetScaler, ein Startup im Silicon Valley, das später von Citrix Systems übernommen wurde. Nach seiner Tätigkeit bei Citrix war Asprey stellvertretender marktstrategischer Leiter bei Zeus-Technology und später stellvertretender Leiter für Technologie und Unternehmensentwicklung bei Blue Coat Systems. Er wurde dann ein permanent beschäftigter freier Mitarbeiter bei Trinity Ventures vor Gründung des Unternehmens Basis. Asprey war der Vizepräsident für Cloud-Sicherheit für Trend Micro, bevor er 2013 kündigte, um sein eigenes Geschäft in Vollzeit zu führen. Asprey gründete 2013 Bulletproof 360, Inc. und 2014 Bulletproof Nutrition Inc.
Asprey startete die Marke Bulletproof (dem englischen Wort für „kugelsicher“) nach der Entwicklung von Bulletproof Coffee. Er veröffentlichte das Rezept für das Getränk und Einzelheiten zu den gesundheitlichen Aspekten, die er auf seiner Website veröffentlichte, als er noch für Trend Micro arbeitete. Asprey entwickelte auch „schimmelarme Kaffeebohnen“, Öle und Nahrungsergänzungsmittel und begann 2011, sie auf seiner Website zu verkaufen. Im folgenden Jahr war Asprey Diskussionsteilnehmer der Veranstaltung „Hack Your Brain“ („finde heraus wie dein Gehirn funktioniert“) bei South by Southwest.
Asprey betreibt auch den Podcast, „Bulletproof Radio“, der bis Januar 2019 mehr als 75 Millionen Mal heruntergeladen wurde. Das erklärte Ziel von seines Unternehmens Bulletproof Nutrition ist die Verbesserung menschlicher Leistung. Es unterstützt die Quantified-Self-Bewegung als Möglichkeit, den Einzelnen zu befähigen, seine eigene Gesundheit zu verstehen und zu „hacken“.
Im Jahr 2014 verfasste Asprey The Bulletproof Diet, die er über Rodale Books veröffentlichte.
Am 25. Juli 2015 eröffnete Asprey in Santa Monica ein Café, in dem Bulletproof Kaffee und fettreiche Lebensmittel verkauft wurden.
Im Juli 2015 sammelte Asprey eine Investition über neun Millionen US-Dollar von Trinity Ventures ein, um sein Unternehmen zu erweitern.
Im Juni 2017 ging Asprey eine Partnerschaft mit ein Ross Franklin, CEO und Gründer von Pure Green, der den Bulletproof Coffee in New York City lanciert.

## DieBulletproof Diät
Die von Asprey entwickelte und vermarktete Bulletproof Diät empfiehlt den Verzehr von fettreichen, proteinarmen und kohlenhydratarmen Lebensmitteln. Die Grundlage des Bulletproof Kaffee ist ungesalzene Butter, deren Kühe nur mit Gras gefüttert wurden, Kokosöl oder mittelkettige Triglyceride (MCTs) (Asprey verkauft sowohl gemischte MCTs als auch Öle aus reiner Caprylsäure).
Asprey entwickelte sein Rezept für den Bulletproof Kaffee, nachdem er nach Tibet gereist war und Yak-Buttertee verkostet hatte. Zurück in den USA experimentierte er mit Rezepten für Buttergetränke und veröffentlichte 2009 die Zubereitung seines Butterkaffeegetränks auf seinem Blog. Für die Bulletproof Diät empfiehlt er auch das Intervallfasten mit einzubeziehen.
Asprey hat behauptet, dass der Kaffee in Kombination mit anderen „Gesundheits-Hacks“ dazu beigetragen hat, in seiner Wirkung die IQ-Punktzahl um mehr als 20 zu steigern. Sein Unternehmen behauptet, dass der Bulletproof Kaffee die Wahrnehmung fördern und eine Gewichtsreduktion per Ketose auslösen kann, siehe dazu: Ketogene Diät.
Asprey rät Kaffeetrinkern, Mykotoxin (Schimmelpilzgifte) und Ochratoxine im Kaffee zu meiden, weil beides nach seinen Worten „deine geistige Schärfe stiehlt und dich schwach macht“. Er verkauft eine Marke von „upgraded“ (verbesserten) Kaffeebohnen, für die ein geheimer, firmeneigener Prozess zur Senkung des Mykotoxinspiegels beworben wird. Der Arzt David Bach hat jedoch beobachtet, dass Kaffeeproduzenten es bereits beherrschen, Mykotoxine aus ihrem Produkten fernzuhalten, und dass es keine Beweise gibt, die Aspreys Behauptung stützen, dass Mykotoxine die Menschen „träge“ mache.

### Rezeption
Kritiker hatten die Bulletproof Diät als unwissenschaftlich beschrieben und warfen Asprey vor, er habe weder einen medizinischen Abschluss noch eine Ernährungsausbildung.
Die Autorin bei Vox, Julia Belluz kritisierte die Bulletproof Diät und bezeichnete sie als „eine Karikatur eines schlechten Diätbuchs“. Belluz kritisiert insbesondere die Behauptung, dass eine Ernährungsumstellung Entzündungen reduzieren und zu Gewichtsverlust führen könne. Asprey ignoriere widersprüchliche Studien über die gesundheitlichen Vorzüge bestimmter Lebensmittel und beziehe sich auf unangemessen extrapolierte Studien mit Tieren und Teilnehmern mit bestimmten Krankheiten im Vergleich zur allgemeinen Bevölkerung sowie sehr kleinen Gruppen. Die Ernährungsberaterin Lynn Weaver kritisierte die Ernährung als schwer zu befolgen; sie würde nur von kleinen Studien gestützt, die „nicht allgemein Teil der wissenschaftlichen Literatur sind, die von Medizinern und Ernährungsfachleuten verwendet wird“.
Diätassistenten weisen auch darauf hin, dass es keine wissenschaftliche Grundlage für die Behauptung eines IQ-Boosts gibt und dass jedes Gefühl der Wachheit vom Bulletproof Coffee „nur dem Koffein geschuldet sei“. Einige prominente Ärzte wie Frank Lipman und Andrew Weil glauben, dass in Kombination mit einer ausgewogenen Ernährung das Trinken von Butterkaffee gesund sein kann und „Ihnen ein bisschen mehr Energie geben könnte als Ihre tägliche Tasse“.

## Privates
Asprey hat gesagt, er erwarte, 180 Jahre alt zu werden. 2019 gab Asprey an, er habe mindestens 1 Million US-Dollar ausgegeben um „seine eigene Biologie zu hacken“, samt der Injektion seiner eigenen Stammzellen, der Einnahme von 100 Nahrungsergänzungsmitteln nach einer strengen Diät täglich, des Badens im Infrarotlicht, der Verwendung einer Sauerstoffdruckkammer und des Tragens einer speziellen Linse beim Fliegen. Asprey traf seine Frau, eine Ärztin, auf einer Anti-Aging-Konferenz. Sie leben in Kanada. Asprey sprach auch darüber, wie sich Biohacking positiv auf seine sexuelle Gesundheit ausgewirkt hat.

## Werke
- The Better Baby Book (2013) co-authored with his wife Lana Asprey
- The Bulletproof Diet (2014)
- Headstrong (2017)
- Game Changers: What Leaders, Innovators, and Mavericks Do to Win at Life (2018)[39]
- Super Human: The Bulletproof Plan to Age Backward and Maybe Even Live Forever (2019)